# Edificio Itália
L'Edificio Itália è un grattacielo della metropoli brasiliana di San Paolo. È il quarto edificio più alto della città.

## Storia
Progettato dall'architetto Franz Heep, fu costruito tra il 1956 e il 1965 su iniziativa della comunità italiana locale.

## Descrizione
Alto 168 m per 46 piani, il grattacielo sorge nel centro cittadino di San Paolo.
Ospita il Circolo Italiano e il Terrazzo Italia con all'interno un ristorante e una terrazza per gli ospiti.